# 西村宗
西村 宗（にしむら そう、1936年4月28日 - ）は、日本の漫画家。代表作は産経新聞朝刊に連載されていた4コマ漫画『サラリ君』。

## 略歴・人物
大阪府泉大津市出身。手塚治虫の漫画に親しみ、中学生時代から雑誌『漫画少年』の懸賞投稿の常連となる。泉州地域で漫画が得意な少年として著名になり、大阪市立工芸高等学校在学中の1951年、『阪南新聞』に4コマ漫画『トンマ君』の連載を開始しデビュー。そのころ中学時代の恩師が、その同級生のサトウサンペイを西村に紹介する。当時サトウは大丸本社の宣伝部に勤務しながら漫画の連載をおこなっており、西村は週に1度サトウの職場をたずねて原稿の添削を受けた。『トンマ君』は新聞の廃刊にともない、1年半で終了している。
明治大学農学部農芸化学科卒業後帰郷し、繊維メーカーに入社。やがて営業課長に昇進し、結婚。1967年、倉庫での荷崩れ事故に巻き込まれて腰を負傷し、療養中に応募した『週刊朝日』による、連載の権利と賞金100万円を争う懸賞コンテストで入選した（当選はやなせたかし）。このことを知った、当時専業漫画家として東京にいたサトウが西村を誘い、退社して上京。サトウが小島功らと日替わりで描いていた『夕刊フジ』の合作『われらサラリーマン党』の枠をサトウから譲られ、再デビューを果たした。
1980年から2010年まで産経新聞に『サラリ君』を描いていた。

### 受賞歴
- 1985年 第31回文藝春秋漫画賞（『サラリ君』『ワン漫時評』）[1]
- 2000年 第29回日本漫画家協会賞 優秀賞（『サラリ君』）[2]

## 作品リスト
漫画
- サラリ君（産経新聞朝刊 1980年 - 2010年）
- アッサリ君（週刊読売）
- チャンスケ（サンケイスポーツ大阪版）
- バットマン（夕刊フジ）
- いずみクン（光の泉）

エッセイ
- サラリ君の青春期（産経新聞） - 自伝エッセイ
- 丸でサイエンス（夕刊フジ） - 科学エッセイ
- ワン漫時評（朝日新聞）
- 西村宗のステージ（正論） - 1コママンガと時事エッセイ

## 単行本
サラリ君
- おこのみサラリ君シリーズ 全3巻（扶桑社文庫 発行:産経新聞ニュースサービス）
- サラリ君 愛蔵版（産経新聞ニュースサービス） - 2004年に連載8000回達成を記念して出版された
- お風呂で読めるサラリ君シリーズ 全5巻（産経新聞ニュースサービス） - 防水加工を施した特殊紙面

エッセイ
- おもろいヤンキー ツムジ風（筑摩書房）
- マンガ家は科学好き（朝日新聞社出版本部）

## テレビ出演
- 2007年11月7日放送の「水曜ミステリー9：湯けむりドクター華岡万里子の温泉事件簿3」（テレビ東京）に長老役としてエキストラ出演した。